# Víctor Estévez Polo
Victor Estevez Polo (Barcelona, 29 de gener de 1983) és un cantant barceloní.
En origen, professionalment era lampista i electricista. Va participar en la quarta edició d'Operación Triunfo, on va arribar a la final i va quedar tercer, per darrere de Soraya Arnelas i Sergio Rivero. Això li va permetre iniciar la seva carrera discogràfica. Va treure dos discs al mercat, el primer dels quals, Rock & Swing, va obtenir un disc d'or.
Va fer una de les versions de la cançó Descobreix-te, tema de Ventdelplà, sèrie de TV3 a la qual també va fer aparició. Juntament amb la sintonia va gravar el disc Busca't, amb temes tots ells cantats en català. Alhora va muntar un grup de música per fer versions temes de rock.
El 2013 va iniciar un projecte anomenat Ananda Sananda espiritual i d'autoajuda amb el qual ha gravat dos discs.